# 雲西駅
雲西駅（ウンソえき）は、大韓民国仁川広域市中区にある空港鉄道（A'REX）の駅である。駅番号はA08。

## 駅構造

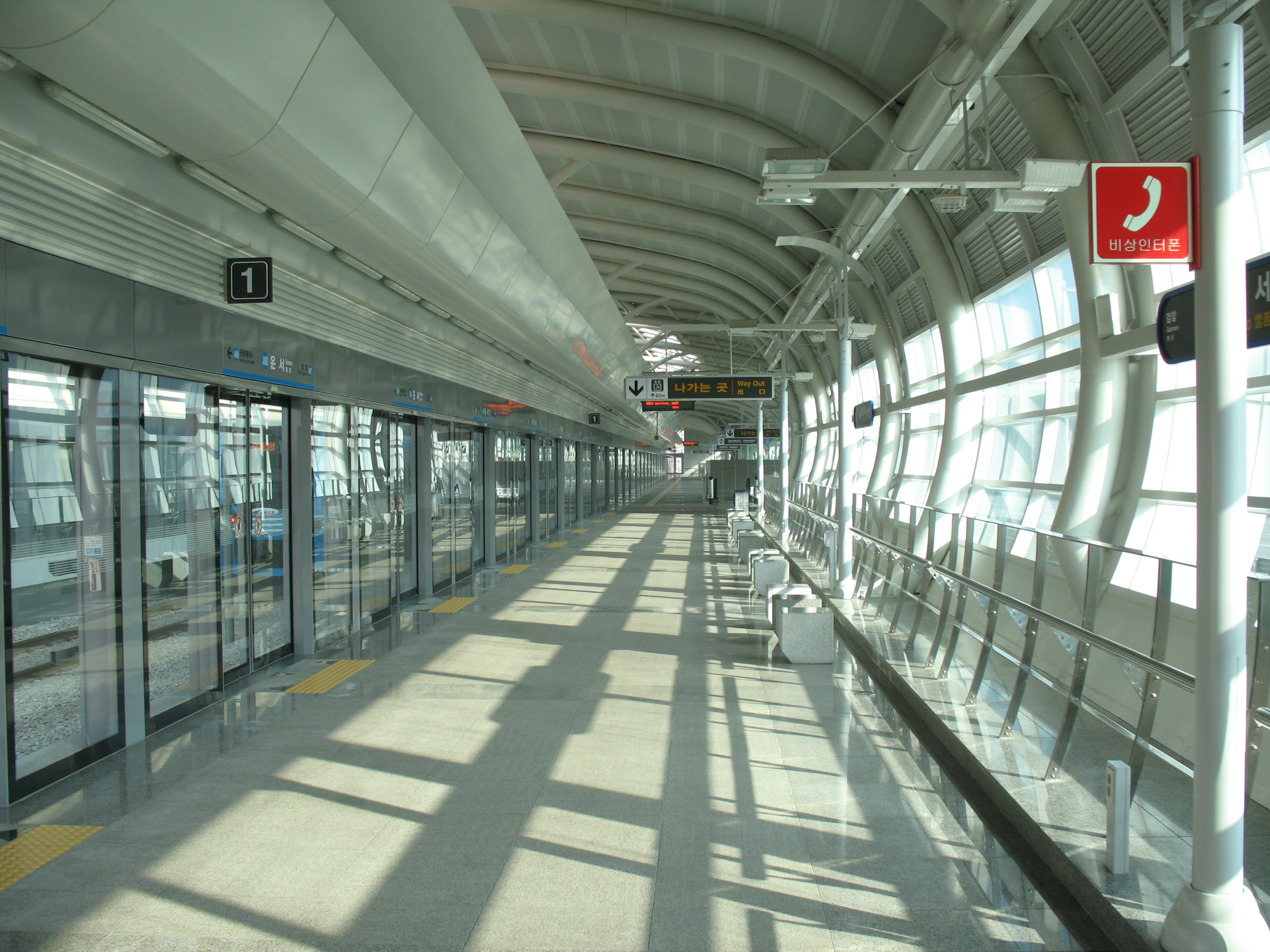
ホーム(2007年11月)

- 相対式ホーム2面2線の地上駅。

のりば
| 1 | ●仁川国際空港鉄道 | 仁川国際空港1ターミナル・仁川国際空港2ターミナル方面 |
| 2 | ●仁川国際空港鉄道 | 桂陽・金浦空港・ソウル方面                           |

- ホーム(2007年11月)

## 駅周辺
- ロッテマート永宗島店
- 雲西洞郵便局
- 仁川空港初等学校
- 仁川空港中学校
- 仁川空港高等学校
- 仁川三木初等学校
- 永宗青少年修練院
- 仁川科学高等学校
- 仁川国際高等学校
- 仁川永宗高等学校
- 仁川ハヌル高等学校
- 国民銀行仁川空港新都市支店
- 新韓銀行仁川空港新都市出張所
- KEBハナ銀行仁川空港新都市出張所
- KT仁川空港支社
- 仁川雲西洞郵便局

## 歴史
- 2007年3月23日 - 開業。開業当初からホームドア設置。

## 隣の駅
空港鉄道
●仁川国際空港鉄道
直通
通過
一般（各駅停車）
永宗駅 (A072) - 雲西駅 (A08) - 空港貨物ターミナル駅 (A09)